# کیلکای انچوی
کیلکای انچوی (نام علمی: Clupeonella engrauliformis) نام یک گونه از تیره شگ‌ماهیان است.